# 陳怡利
陳怡利（1979年1月3日—），筆名「女王」，輔仁大學應用美術系，國立政治大學廣告研究所畢業。曾任職於百貨公司、化妝品業行銷公關工作。目前為作家，並身兼一人部落格媒體事業部、廣告部、品牌公關部及婚友聯誼部負責人。其在研究所畢業後，因為把自己以及朋友戀愛與失戀心得Po上網，以「我是女王」為名，不定期發表文章鼓吹女生要勇於做自己，吸引眾多粉絲，出版社因此邀請她出書，從此成名。然而其於2014年與某產業財務長Patrick完婚，引發其讀者及網友議論其以往書中所謂不婚主義及不與有錢人、小開結婚之言論皆為託詞。

## 經歷
獲得〝2008十大快樂新女人〞票選第三名

## 作品
- 我是女王──那些好女孩不懂的事
- 我是女王2——那些壞男人教我的事
- 愛自己：我愛你，但是我更愛我自己
- 女王ｉ曼谷
- 女王力
- 愛自己：我愛你，但是我更愛我自己
- 謝謝你（不）愛我
- 相信你值得幸福
- 幸福的味道：煮婦女王的簡單料理和幸福秘方
- 美好的愛，是先給自己幸福
- 你比你想的更勇敢
- 不完美的你，笑起來最美：微笑面對不美好的生活，成為更好的自己
- 愛情城市當選人：女王

## 爭議
- 首次跑42K就能6小時完賽？「女王」惹質疑。知名作家女王到法國參加紅酒馬拉松，把過程拍照並分享在部落格裡，她寫下自己只有長跑5公里的經驗，結果6個多小時跑完42公里的馬拉松；有網友說，她完賽的照片妝髮都美美的，找了主辦單位的沿路影像，發現女王只在33.5公里處出現，上網查的她名字也沒有完賽資料；女王在臉書澄清，她全靠意志力跑完全程。
- 丟臉丟到國外？知名作家女王「偷拍」遭網友痛批。日本的商店普遍不允許顧客在店內拍攝相片，可是女王卻在部落格中撰文表示，「…於是我發揮了狗仔精神，每次很想拍一家店的時候，就準備好相機，以「快、狠、準」在店員沒注意的時候拍下來…」這段文字讓網友非常生氣， PTT日本旅遊版版主aaaleopard在女王的部落格留言，希望女王不要成為「失格的旅人」；目前女王已經該段文字與偷拍照片拿下，並在該篇文章的回應中寫說「在這裡做了不良示範真的很抱歉」。
- 書中建議女性朋友不要嫁給小開，並列舉出小開10大缺點。還將粉絲團經營成購物台。然而其於2014年與某產業財務長Patrick完婚，引發其讀者及網友議論其以往書中所謂不婚主義及不與有錢人、小開結婚之言論皆為託詞。